# Абдуллаева, Сафура Сейфулла кызы
Сафура Сейфулла кызы Абдуллаева (азерб. Səfurə Seyfulla qızı Abdullayeva; род. 1936, Масаллинский район) — советский азербайджанский животновод, Герой Социалистического Труда (1966).

## Биография
Родилась в 1936 году в селе Кызылагадж Масаллинского района Азербайджанской ССР.
С 1956 года колхозница, доярка колхоза имени Калинина, с 1964 года доярка совхоза имени Калинина Масаллинского района Азербайджанской ССР. В 1965 году Сафура Абдуллаева надоила от каждой коровы 3980 кг молока, такого надоя, в Азербайджане, на тот момент, ещё никогда никто не добивался. В последующей, восьмой пятилетке доярка перевыполнила план на 50 тонн, надоив от 10 коров 210 тонн. Ежегодно, Сафура получала около 3000 кг молока от каждой коровы. Опыт Сафуры Абдуллаевой был использован по всему совхозу. В литературе девушка упоминалась как мастер высоких надоев и лучшая доярка республики. Настойчивое овладение секретами новой профессии помогло ей стать признанным мастером высоких надоев.
Указом Президиума Верховного Совета СССР от 22 марта 1966 года за  достигнутые успехи в развитии животноводства, увеличении производства и заготовок молока Абдуллаевой Сафуре Сейфулла кызы присвоено звание Героя Социалистического Труда со вручением ордена Ленина и золотой медали «Серп и Молот».
Активно участвовала в общественной жизни Советского Союза Азербайджана. Член КПСС с 1964 года. Депутат Совета Национальностей Верховного Совета СССР седьмого созыва от Масаллинского избирательного округа № 214. Депутат Верховного Совета Азербайджанской ССР. Делегат XV съезда ВЛКСМ. Награждена почётной грамотой ЦК АЛКСМ.
В 2003 году удостоен Персональной стипендии Президента Азербайджанской Республики.